# Volazaha iridoplitis
Volazaha iridoplitis là một loài bướm đêm trong họ Noctuidae.